# باولو فيلار
باولو فيلار (بالإسبانية: Paulo Villar) هو منافس ألعاب قوى كولومبي، ولد في 28 يوليو 1978 في سانتا مارتا في كولومبيا.

## وصلات خارجية
- باولو فيلار على موقع الاتحاد الدولي لألعاب القوى (الإنجليزية)
- باولو فيلار على موقع اللجنة الأولمبية الدولية (الإنجليزية)
- باولو فيلار على موقع أوليمبيديا (الإنجليزية)